# Digitales Archiv
Unter einem digitalen Archiv (auch Datenarchiv) versteht man in der Regel ein Informationssystem, dessen Ziel es ist, unterschiedliche digitale Ressourcen aufzubewahren und einer definierten Gruppe von Benutzern zur Verfügung zu stellen.
Inhaltlich und technisch wachsen digitale Archive immer weiter mit digitalen Bibliotheken und digitalen Museen zusammen, als Sammelbegriff wird daher inzwischen auch der Begriff Gedächtnisinstitution verwendet. Wie in anderen Bereichen auch, die mit dem Begriff Digitale Revolution bezeichnet werden, bringt der Einzug der Digitaltechnik viele Änderungen in die Welt der Archive. Mehrere Deutsche Archivtage der letzten Jahre haben sich daher intensiv mit Digitalisierungsprojekten und digitalen Archiven beschäftigt.
Besondere Anforderungen stehen unter dem Gesichtspunkt der Langzeitarchivierung.

## Definition
Archive, ähnlich wie Bibliotheken, dienen dazu, Medien und Informationsträger, vor allem aber unikal aufbewahrte Schriftstücke (etwa Archivalien wie Verwaltungsschriftgut) aufzubewahren und für die Nachwelt zu erhalten. Digitale Archive nehmen die gleiche Aufgabe für digitale Ressourcen wahr. Sie sind häufig im WWW zu finden, können aber auch lokales Intranet, CDs und andere Trägermedien nutzen.
Digitale Archive im weiteren Sinn umfassen alle Arten von digitalen Sammlungen, zum Beispiel auch Musik- und Videoarchive. Digitale Archive im engeren Sinn versuchen den Bestand eines traditionellen Archivs zumindest teilweise abzubilden. Die Variante der virtuellen Archive oder auch Archivportale tut das auf eine neuartige Weise: Virtuelle Archive bewahren in der Regel keine eigenen Archivalien auf, sondern arbeiten auf den Beständen anderer Archive. Dies ermöglicht etwa die Verschmelzung von mehreren Beständen zu einem. Virtuelle Archive stellen also das digitale Archivgut in einen neuen Kontext, während digitale Archive die Originalarchive ganz oder teilweise kopieren.
Digitale Archive können ganz unterschiedlich konzipiert sein. Sie unterscheiden sich zum Beispiel nach Thema, nach Archivinhaber (zum Beispiel staatlich oder privat), nach Art/Dateiformat des Inhalts (Bilder, Texte, Videos), nach Zugriffsmöglichkeit (öffentlich oder nicht öffentlich), nach technischem Aufbau, nach Sprache und nach Interaktionsmöglichkeit für die Benutzer (die Art der Navigation und Suchfunktion).

## Inhalte
Beim Archivgut unterscheidet man zwischen dem ggf. existierenden analogen Objekt (der originalen Archivalie), der digitalen Kopie und den Metadaten. Die digitale Kopie kann sich vom Original durch das Datenformat unterscheiden: zum Beispiel wird eine digitalisierte Urkunde anstatt als Text öfter als Bild behandelt. Solche Bilder von Texten können dann meist nicht über den Textinhalt, sondern nur über die Metadaten gesucht werden. Die Metadaten beschreiben das analoge oder digitale Archivale um es auffindbar zu machen, zum Beispiel durch Angabe des Autors, des Titels und des Ausstellungs-, Veröffentlichungs- oder Produktionsdatums, aber auch durch Beschlagwortung des Inhalts, zum Beispiel in Form von Regesten.
Sogenannte „digital born documents“ bezeichnen zudem digitale Objekte, die kein analoges Gegenstück mehr haben, etwa elektronische Akten.

## Technische Anforderungen
Die Archivalien in einem digitalen Archiv sind grundsätzlich auf eine unbegrenzte Lagerdauer ausgerichtet. Aufgrund der rasanten Entwicklung der Informations- und Kommunikationstechnik müssen Archive Wege finden veraltete Datenträger zu lesen, veraltete Daten zu verwenden und Funktionalitäten alter Programme abzubilden. Eine formale Möglichkeit sind allgemein verbindliche Standards; zu technischen Möglichkeiten zählen Emulation von Systemumgebungen und Migration der Daten. Als Referenzmodell hat sich in den letzten Jahren OAIS durchgesetzt. Digitale Archive werden häufig als Repository umgesetzt.

## Organisation
Zur Lösung der Herausforderungen der digitalen Archivierung bestehen verschiedene organisatorische Ansätze. Öffentliche Archive lösen die Aufgaben mit Einzellösungen durch spezielle Archivsoftware oder sie bilden Archivverbünde. Archivverbünde sind Zusammenschlüsse mehrerer Archive, um die Herausforderungen der Archivierung gemeinsam zu lösen. Ergänzt werden diese Ansätze durch Archivportale. Archivportale sind Plattformen, auf denen Erschließungsinformationen und Archivgut gemeinsam präsentiert werden.
Archivverbünde werden nicht nur für die digitale Archivierung, sondern auch zur Bewältigung der klassischen Archivierung gebildet. Ein Beispiel ist der Archivverbund Bautzen. Einer der bedeutendsten digitalen Archivverbünde in Deutschland ist der DIMAG-Verbund.
Archivportale hingegen geben einen Überblick über teilnehmende Archive und stellen archivische Erschließungsinformationen und digitalisiertes Archivgut für die Nutzung bereit. Beispiele für Archivportale sind Monasterium.net, das Portal der kirchlichen Archive, sowie das Archivportal-D unter dem Schirm der Deutschen Digitalen Bibliothek, das Archivportal Europa, das EHRI-Portal, das European Film Gateway und Archive Grid.

## Besondere Herausforderungen
Veralterung: Sowohl analoge als auch digitale Daten können veraltern und nicht mehr lesbar sein; diese Gefahr ist bei digitalen Archiven aufgrund der stetigen technischen Entwicklung stärker gegeben. Digitale Daten müssen auch inter-operabel bleiben, das heißt die Daten und die Software des digitalen Archivs müssen auch unter anderen technischen Bedingungen noch les- und verarbeitbar bleiben.
Zeit- und Kostenintensität: Um die Jahrtausendwende bedeutete eine umfassende Digitalisierung der Bestände eines Archivs noch hohe Kosten und enormen Aufwand. Zehn Jahre später ist Digitalisierung weitaus weniger problematisch. Dennoch muss die Hard- und Software für den Digitalisierungsprozess natürlich erst angeschafft werden; und auch die Wartung digitaler Archive zieht Kosten nach sich, die allerdings nur schwer über einen längeren Zeitraum hinweg abgeschätzt werden können. Außerdem stehen Archive vor der Aufgabe, sowohl Neuzugänge als auch Altbestand zu digitalisieren, was einen mittelfristigen Mehraufwand darstellt. Der Zeit-Kosten-Faktor aber wird weitgehend durch viele andere Vorteile aufgehoben.
Schutz und Sicherung der Objekte: Auch Papier und Mikrofilme sind nicht ewig haltbar, und je öfter ein Schriftstück ausgehoben wird, desto schneller altert es. Digitalisate tragen somit zum Schutz empfindlichen Archivguts bei. Im Gegensatz zu analogen Kopien ist bei digitalen Kopien auch kein Qualitätsverlust zu befürchten.
Archive sind außerdem gesetzlich verpflichtet, Sicherungskopien ihres Bestandes anzulegen. Das kann natürlich auch in digitaler Form geschehen. Bei digitalen Archiven stellt sich dafür allerdings verschärft das Problem der Langzeitarchivierung. Außerdem müssen die digitalen Daten vor unbefugtem Zugriff und vor Veränderung (zum Beispiel durch Viren oder Hacker) zusätzlich geschützt werden.
Effizienz: Wenn der Bestand eines Archivs auch digital über das Internet zugänglich ist, wird den Benutzern die Recherche erleichtert. Reisekosten und Wartezeiten auf die Aushebung des Archivguts entfallen. Das Personal der Archive hat weniger Besucher zu betreuen und kann den restlichen Besuchern sowie dem Archivgut mehr Zeit widmen. Der Umgang mit dem Archivgut auf beiden Seiten (Benutzer/Besucher und Archivare) wird (vor allem auch durch die Suche und Navigation mittels Metadaten) effizienter. Auch wenn nicht der ganze Bestand eines Archivs digitalisiert ist, kann sich ein Benutzer im digitalen Archiv bereits einen Überblick über die Bestände schaffen und seinen Besuch im Archiv vorausplanen.
Platzbedarf: Digitale Archive haben gegenüber herkömmlichen Archiven einen verringerten Platzbedarf, da die Information der Digitalisate auf den Datenträgern stark komprimiert wird. Dennoch ist es unwahrscheinlich, dass herkömmliche Archive vollkommen auf die analogen Originale verzichten und so physisch schrumpfen. Für Sicherungskopien können aber durchaus auch die platzsparenden Digitalisate in Frage kommen.

## Rechtliche Aspekte
Historisch gesehen sind Archive Hilfsmittel der Verwaltung. Da Archive große Mengen an persönlichen und sensiblen Daten aufbewahren und verwalten, überschneiden sich eventuell vorhandene nationale und regionale Archivgesetze mit zahlreichen anderen Bereichen der Gesetzgebung. Ein wichtiger Punkt dabei ist nicht nur der geregelte Zugriff auf solche Daten, sondern auch diese vor Veränderung zu schützen. Derzeit gibt es keine international einheitlichen Gesetzgebungen zu digitalen Archiven.

## Typen
- digitale Bilddatenbanken
- Datenzentren der Forschungsdateninfrastruktur
- siehe auch die Kategorie:Datenarchiv

## Beispiele
- Monasterium.net[6]
- Bundesarchiv (Deutschland)
- Archivschule Marburg
- BAM-Portal
- Historisches Archiv der Stadt Köln
- Wiener Stadt- und Landesarchiv
- The National Archives
- Zenodo